# أندي أندرسون (لاعب كرة قاعدة)
أندي أندرسون (بالإنجليزية: Andy Anderson)‏ هو لاعب كرة قاعدة أمريكي، ولد في 18 أغسطس 1925 في أتلانتا في الولايات المتحدة، وتوفي في 15 أكتوبر 1994 في مقاطعة ديكالب في الولايات المتحدة.